# 北原成憲
北原 成憲（きたはら まさのり、1989年9月27日 - ）は、日本のR&Dプロデューサー。株式会社マクアケ専門性執行役員。

## 来歴
1989年福岡県久留米市生まれ。早稲田大学商学部卒業。株式会社サイバーエージェントを経て、2015年に株式会社サイバーエージェント・クラウドファンディング（現・株式会社マクアケ）入社。2021年4月より同社の専門性執行役員。法政大学キャリアデザイン学部兼任教員。大妻女子大学大妻マネジメントアカデミー講師。

## 主な受賞
- 2017年度グッドデザイン賞
- 2019年度グッドデザイン賞
- iF DESIGN AWARD 2020
- 2021年度グッドデザイン賞
- 2022年度グッドデザイン賞